# Mokumokuren

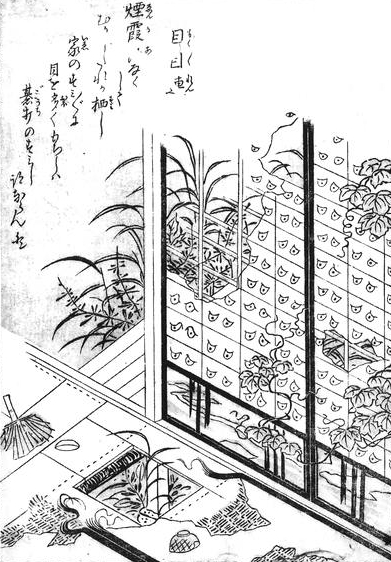
Ilustração de Toriyama Sekien.

Mokumokuren(目目連) são espíritos que vivem dentro de uma shõji (porta deslizante feita de papel de arroz). Se o shõji tiver buracos, os olhos podem ser vistos por dentro desses buracos. Caso uma pessoa veja um Mokumokuren de longe talvez ela fique cega. O único jeito de remover esse espírito é colocando os buracos no shóji. Também, Mokumokuren é um yokai japonês que aparece no livro de ilustrações "Konjaku Hyakki Shūi" de Toriyama Sekien. Caracteriza-se pelo aparecimento de inúmeros olhos flutuando em shōji (porta corrediça japonesa feita de papel).

## Visão Geral
É retratado como inúmeros olhos que aparecem em shōji de casas abandonadas. De acordo com o texto explicativo, é a manifestação da concentração mental de jogadores de go que primeiro se concentra no tabuleiro e depois aparece por toda a casa.
O mangaká de yokai, Shigeru Mizuki, contou que sua segunda filha, Etsuko, durante uma viagem escolar para Kyoto, testemunhou junto com seus colegas um fenômeno onde algo parecido com olhos surgia e se movia nas grades do shōji de uma pousada. Mizuki identificou isso como "Mokumokuren".

## Verdadeira Identidade
O pesquisador de yokai Kenji Murakami aponta que este é uma criação de Sekien. Há também indicações de que o nome "Mokumokuren" está relacionado a "Ichimokuren" (divindade de um olho).
Em um experimento do programa de TV "Shosan no Me ga Ten!" da Nippon Television, quando pessoas olharam para uma ilustração de padrão de shōji dentro de uma caixa, todas relataram ter visto "olhos" ou "olhos brilhantes". Este é um tipo de ilusão de ótica chamada ilusão de Bergen, onde os pontos de interseção das linhas pretas parecem brilhar como olhos. Isso sugere que pessoas que viram shōji iluminados pelo luar no passado podem ter acreditado estar vendo Mokumokuren.

## Histórias Relacionadas
No livro "Viagem aos Contos Sobrenaturais de Tohoku" de Norio Yamada, há uma história chamada "Olhos no Shōji" sobre um comerciante de Edo que foi a Tsugaru comprar madeira. Para economizar em hospedagem, ele dormiu em uma casa abandonada onde apareceram inúmeros olhos no shōji. Em vez de ficar com medo, o comerciante coletou os olhos, levou-os de volta e os vendeu para um oftalmologista.
Existe também uma história sobre um samurai de Nanbu que, ao deitar-se para dormir, encontrou um olho rolando aos seus pés. Deste olho nasceu outro olho, e este processo se repetiu até que tudo ao redor estivesse cheio de olhos. Na manhã seguinte, os próprios olhos do samurai haviam desaparecido. Nos livros de Mizuki, isso é classificado como um tipo de Mokumokuren.

## Itens Relacionados
- Fenômeno Simulacra
- Pareidolia
- Ilusão de ótica

## Trivia
Existe um Pokémon chamado Stakataka (em japonês: ツンデツンデ, Tundetunde), que apareceu pela primeira vez na geração VII, especificamente nos jogos Pokémon Ultra Sun e Ultra Moon. Ele não evolui para nenhum outro Pokémon, nem deriva de outro já existente. Esse Pokémon lembra muito uma torre de castelo e é conhecido pelo codinome UB Assembly (em japonês: ＵＢ：ＬＡＹ, UB: Lay). Curiosamente, ele é inspirado em Mokumokuren, um tipo de yōkai famoso por viver escondido nas paredes e facilmente reconhecido pelos vários olhos que possui, e também em Nurikabe, outro yōkai que aparece como uma parede bloqueando o caminho das pessoas. O nome Stakataka provavelmente combina as palavras em inglês "stack" (empilhar) e "attack" (ataque), enquanto Tundetunde vem possivelmente da repetição da expressão japonesa 積んで (tsunde), que significa "empilhado".